# Pallavolo Sirio Pérouse
Pour les articles homonymes, voir Pérouse.
Maillots
Le Pallavolo Sirio Perugia est un ancien club italien de volley-ball féminin basé à Pérouse qui a fonctionné de 1970 à 2011. Il a été trois fois champion d'Italie, vainqueur de cinq coupe d'Italie. 

## Historique
- Imet Perugia (1991–1992)
- Rasimelli&Coletti Perugia (1992–1993)
- Despar Perugia (1993–1994)
- Despar Sirio Perugia (1994–1995)
- Despar Perugia (1995–2001)
- Despar Colussi Perugia (2001–2002)
- Despar Perugia (2002–2003)
- Despar Sirio Perugia (2003–2004)
- Despar Perugia (2004–2011)

## Palmarès
- Championnat d'Italie
  - Vainqueur : 2003, 2005, 2007
  - Finaliste : 1991, 1992, 2008.
- Coppa Italia
  - Vainqueur : 1992, 1999, 2003, 2005, 2007.
  - Finaliste : 1991.
- Supercoupe d'Italie (1)
  - Vainqueur :2007.
  - Finaliste :1999, 2003, 2004.
- Ligue des champions
  - Vainqueur : 2006, 2008
  - Finaliste : 2004
- Coupe des Coupes
  - Vainqueur : 2000
  - Finaliste : 1992.
- Coupe de la CEV
  - Vainqueur : 2005, 2007

## Effectifs

### Saison 2010-2011
Entraîneur : Zoran Terzic  Serbie
| No  | Nom                | Date de Naissance  | Taille | Poids | Nationalité | Poste                     |
| --- | ------------------ | ------------------ | ------ | ----- | ----------- | ------------------------- |
| 2.  | Annamaria Quaranta | 19 octobre 1981    | 184    | 67    | Italie      | Réceptionneuse-attaquante |
| 4.  | Manuela Leggeri    | 9 mai 1976         | 186    | 74    | Italie      | Centrale                  |
| 6.  | Ivana Luković      | 18 juillet 1992    | 190    |       | Serbie      | Réceptionneuse-attaquante |
| 8.  | Beatrice Sacco     | 7 juin 1983        | 169    |       | Italie      | Libero                    |
| 9.  | Chiara Arcangeli   | 14 février 1983    | 167    | 57    | Italie      | Libero                    |
| 10. | Simona Rinieri     | 1er septembre 1977 | 188    | 85    | Italie      | Réceptionneuse-attaquante |
| 12. | Veronica Angeloni  | 6 juillet 1986     | 186    |       | Italie      | Réceptionneuse-attaquante |
| 13. | Kseniya Ihnatsiuk  | 17 août 1989       | 184    |       | Biélorussie | Centrale                  |
| 14. | Cinzia Callegaro   | 2 juillet 1975     | 175    |       | Italie      | Passeuse                  |
| 17. | Lucía Paraja       | 10 février 1983    | 187    | 69    | Espagne     | Centrale                  |